# Mexaphaenops
Mexaphaenops is een geslacht van kevers uit de familie van de loopkevers (Carabidae). De wetenschappelijke naam van het geslacht is voor het eerst geldig gepubliceerd in 1943 door Bolivar y Pieltain.

## Soorten
Het geslacht Mexaphaenops omvat de volgende soorten:
- Mexaphaenops elegans Barr, 1967
- Mexaphaenops febriculosus Barr, 1982
- Mexaphaenops fiski Barr, 1967
- Mexaphaenops intermedius Barr, 1971
- Mexaphaenops jamesoni Barr, 1982
- Mexaphaenops mackenziei Barr, 1982
- Mexaphaenops prietoi Bolivar & Pieltain, 1942
- Mexaphaenops sulcifrons Barr, 1982